# Frederick J. Simoons
Frederick J. Simoons (Filadelfia, 2 novembre 1922 – 30 giugno 2022) è stato un antropologo statunitense, studioso di geografia culturale e professore emerito presso l'Università della California a Davis, noto per le sue ricerche sulle proibizioni alimentari in area africana (a iniziare dall'Etiopia) e asiatica, delle quali si è interessato per circa quarant'anni.

## Opere
- Northwest Ethiopia: Peoples and Economy, University of Wisconsin Press, 1960.
- Eat Not this Flesh, University of Wisconsin Press, 1961. 2ª ed. 1994, ISBN 029914254X.
Non mangerai di questa carne, Elèuthera, 1991. ISBN 88-85861-21-0.
- A Ceremonial Ox of India, University of Wisconsin Press, 1968.
- Food in China: A Cultural and Historical Inquiry, CRC Press, 1991. ISBN 084938804X.
- Plants of Life, Plants of Death, University of Wisconsin Press, 1998. ISBN 0299159000.